# Psammobatis rudis
Psammobatis rudis é uma espécie de peixe da família Arhynchobatidae.
Pode ser encontrada nos seguintes países: Argentina e Chile.
Os seus habitats naturais são: mar aberto.